# Antonie Kavalírová
Antonie Kavalírová (též Kavalierová, rozená Adlerová, 18. ledna 1804 Těchobuz — 31. března 1879 mlýn Na Kácku, Sázava) byla česká spisovatelka, manželka podnikatele Františka Kavalíra, zakladatele sázavských skláren Kavalierglass. Stala se autorkou populární knihy memoárů Paměti babičky Kavalírové, poprvé vydané až 60 let po její smrti.

## Život

### Mládí
Narodila se v Těchobuzi nedaleko Mladé Vožice v jihovýchodních Čechách v rodině skláře Josefa Adlera a jeho manželky Anny, rozené Seidlové, ze Světlé nad Sázavou. Rodina se zanedlouho poté odstěhovala do Nové Chraňboži u Světlé nad Sázavou, kde otec získal místo skláře. Kvůli jeho zhoršujícímu se zdravotnímu stavu místo ve sklárnách opustil a s rodinou se přesunul do Příbrami, kde provozoval obchod se sklem. Ten však v nepříznivé hospodářské situaci napoleonských válek a státního bankrotu Rakouského císařství roku 1811 zkrachoval. Téhož roku rodině zemřel narozený syn a v roce 1814 ještě čtyřletá dcera. Rodina pak po jistou dobu žila na Šumavě, kde otec opět pracoval jako sklář ve sklárně Goldbach. 
Roku 1818 přijal Josef Adler místo skláře v huti Marienhaim poblíž Kladna. Práce však bylo málo a rodina zde žila ve velké chudobě, často neměla co jíst ani čím topit. Okolo roku 1819 se Adlerovi opět přesunuli do Těchobuzi, kde Adler opět pracoval jako sklář ve zdejší huti. Toho roku zemřel třetí Antoniin sourozenec, 14letý František.

### Manželství
V Těchobuzi se Antonie seznámila se sklářem Františkem Kavalírem, za kterého se roku 1821 provdala a založili rodinu. V dalších letech se Kavalírovi přestěhovali do Ostředku, kde byl František nájemcem sklárny. Postupně se stal úspěšným sklářským podnikatelem a s rodinou se přesunul do města Sázava, kde roku 1837 založil vlastní sklářskou huť, která v průběhu dalších let nadále rostla.
Během revolučních událostí v Rakusku v letech 1848 až 1849 byl jejich syn František Kavalír mladší v souvislosti s tzv. Májovým spiknutím uvězněn a odsouzen na doživotí, trest si pak odpykával až do amnestie roku 1854 v pevnosti v Komárně v Uhrách. Roku 1853 ovdověla, vedení podniku se ujali jejich synové Josef a Eduard. Dcera Anna se provdala za někdejšího studentského vůdce Josefa Václava Friče, jedné z předních osobností tehdejšího českého vlasteneckého života, a posléze politického exulanta.
Se svým manželem počala celkem 12 dětí. Závěr svého života prožila v Sázavě.

### Úmrtí
Antonie Kavalírová zemřela 31. března 1879 ve mlýně Na Kácku poblíž sklářské huti v Sázavě. Pohřbena byla na hřbitově v Sázavě v majestátní rodinné hrobce, vybudované pro rodinu Kavalírů roku 1876.

## Dílo
Od roku 1859 sepisovala a shromažďovala své paměti, reflektující osudy rozvětveného rodinného klanu na pozadí tehdejší doby, a to původně pro členy své rodiny. Texty po její smrti připravil k prvnímu vydání její zeť J. V. Frič. K jejich prvnímu vydání došlo až roku 1929 z iniciativy Spolku českých bibliofilů. Knihu ilustrovala její pravnučka Pavla Fořtová-Šámalová. Do roku 2022 bylo pořízeno celkem sedm vydání knihy v češtině a jedno v angličtině. Dílo bylo rovněž roku 2016 zpracováno Českým rozhlasem jako audiokniha.